# Liceu Cuiabano
A Escola Estadual Liceu Cuiabano Maria de Arruda Müller está situada na Avenida Presidente Marques, no bairro Quilombo em  Cuiabá no estado de Mato Grosso. Edificada em um bem tombado, é a mais antiga e tradicional instituição de ensino médio no estado.
Atualmente, o educandário atende cerca de 1.500 alunos no ensino médio, distribuídos nos três períodos. Para realizar tal atendimento, a escola conta com 85 profissionais, sendo 60 professores. De acordo com o coordenador pedagógico da escola, professor Francisco de Assis Ferreira, ao longo de todo o processo de sua existência, a estimativa é de que a unidade já tenha atendido mais de 150 mil alunos.
Entre os ex-alunos da escola figuram o marechal Cândido Mariano da Silva Rondon, o 16.º Presidente do Brasil Eurico Gaspar Dutra, os 46.º, 48.º e 51.º Governadores de Mato Grosso Júlio Campos, Carlos Bezerra e Dante de Oliveira, respectivamente, o senador Antero Paes de Barros, entre outros.

## História
Construído em 1944 pelo interventor  Júlio Strübing Müller, cuja esposa, a professora Maria de Arruda Müller, seria homenageada posteriormente com seu nome dado à unidade. Porém, a Escola Liceu Cuiabano foi criada bem antes de 1944, no final do século XIX. Antes de adquirir a sede no bairro Quilombo, a instituição funcionou em outros lugares, entre eles no prédio onde hoje é o Ganha Tempo, no Centro.
Devido a sua arquitetura típica do estilo art déco , o prédio foi tombado como Patrimônio Cultural Estadual Edificado em 1984.
Em março de 2021, devido às restrições impostas pela pandemia de COVID-19, o Liceu Cuiabano lançou um site garantir a educação dos alunos, além de ampliar as medidas de biossegurança e manter o distanciamento social.